# Akanda FC
El Akanda FC es un equipo de fútbol de Gabón que juega en la  Primera División de Gabón, la máxima categoría de fútbol en el país.

## Historia
Fue fundado en el año 2010 en la capital Libreville con el nombre Sapins FC e hicieron su debut en la Primera División de Gabón en la temporada 2010/11.
Al mediados del 2014 el club cambia su nombre por el que tienen actualmente, y en la temporada 2015/16 llegan a la final de la Copa de Gabón, la cual pierden 0-3 ante el CF Mounana.
En 2017 clasificaron a la Copa Confederación de la CAF, su primer torneo internacional, donde fueron eliminados en la ronda preliminar por el FC Renaissance du Congo de República Democrática del Congo.

## Participación en competiciones de la CAF
| Temporada | Torneo                       | Ronda      | Club        | Casa | Visita | Global |
| --------- | ---------------------------- | ---------- | ----------- | ---- | ------ | ------ |
| 2017      | Copa Confederación de la CAF | Preliminar | Renaissance | 0-0  | 0-1    | 0-1    |

## Jugadores

### Jugadores destacados
- Bill Tchato
- Daniel Cousin